# Апатський Володимир Миколайович
Володимир Миколайович Апатський  (29 серпня 1928, Мінськ — 27 вересня 2018) — український фаготист, мистецтвознавець, професор Національної музичної академії, народний артист України.

## Біографія
Народився 29 серпня 1928 року у Мінську (Білорусь). У чотирирічному віці лишився без батька.
З дитинства грав на народних інструментах (гітарі, мандоліні), пізніше імпровізував на фортепіано, грав у самодіяльному оркестрі на трубі. 1944 року вступив до Білоруського політехнічного технікуму і Мінського музичного училища, які закінчив 1948 р. Того ж року вступив одночасно до Білоруської державної консерваторії (клас фагота) і до Білоруського державного політехнічного інституту (енергофак). Проте навчатися у двох навчальних закладах виявилася надто складно. Політехнічний інститут лишив через рік, а консерваторію (клас А. С. Кондрашова) закінчив 1953 року з відзнакою. У 1956 році закінчив аспірантуру Ленінградської консерваторії ім. Римського-Корсакова (кер. Г. З. Єрьомкін).
В 1951—1953 роках — соліст симфонічного оркестру Великого театру опери і балету БРСР , 1954—1955 соліст симфонічного оркестру Ленінградського Малого театру опери і балету , 1955—1957 соліст симфонічного оркестру Ленінградської філармонії, у 1957—1981 соліст симфонічного оркестру Київського театру опери і балету ім. Т. Г. Шевченка, викладач консерваторії ім. П. І. Чайковського (з 1967).
Автор методичних робіт «Динаміка у грі на фаготі»(1967), «Деякі питання досконалого виконавства на духових інструментах», «Амбушюр фаготиста» монографій, серед яких «Методика навчання гри на фаготі», «Теорія виконавства і методика навчання гри на духових інструментах», «Історія духового музично-виконавського мистецтва», 60 науково-методичних праць з методики модерного навчання та викладання гри на фаготі та понад 100 мистецтвознавчих статей, зокрема з історії та розвитку духового виконавства України та СРСР. До наукових інтересів Володимира Апатського належить акустична природа духових інструментів, анатомо-фізіологічна основа виконавської техніки духовика, постановка і розвиток компонентів виконавства тощо.
У 1989 році видав збірку статей "Теорія і практика гри на духовіх інструментах ", куди увійшли статті українських і російських провідних педагогів Є. Носирєва, К. Мюльберга, Є. Сурженка, М. Пушечнікова, І. Якустіді. Матеріали збірки подають інформацію з широкого кола питань історії, теорії і практики гри на духових інструментах.
Лауреат ІІ премії Білоруського конкурсу музикантів-виконавців на духових інструментах (1952), лауреат (І премії) Всесоюзного фестивалю радянської молоді (1957).
Будучи концертмейстером групи фаготів у симфонічному оркестрі Київського Державного театру опери і балету, Володимир Апатський став взірцем майстерності і відповідальності. Звук його фагота легкий, гнучкий та досить виразний. Оркестрові сольні партії виконував завжди досить помірковано фразологічно, так і динамічно. Особливо виразної майстерності добився у балетах П. І. Чайковського. Записав близько 40 платівок, серед них і сольні, існує велика кількість фондових записів його виконання.
Заслужений артист УРСР, народний артист України (1995), доктор мистецтвознавства (1993), професор Національної музичної академії України ім. П. І. Чайковського (1986), член-кореспондент Української академії мистецтв (1997). Виховав понад 70 лауреатів конкурсів, серед його випускників Ю. Дондаков, О. Клічевський, М. Костюк, Т. Осадчий та інші. Віце-президент Спілки музикантів-духовиків України, член Міжнародної асоціації виконавців на духових інструментах (англ. International Double Reed Society). Член журі багатьох музичних конкурсів: Міжнародний Конкурс молодих виконавців на дерев'яних духових інструментах імені Д.Біди (Львів), Міжнародний конкурс юних виконавців на духових та ударних інструментах «Сурми Буковини» (Чернівці), Класичний Меридіан (Київ), Міжнародний музичний конкурс імені В'ячеслава Старченка (Рівне) та ін.
Нагороджений орденами «За заслуги» ІІ (2011) і ІІІ (2006) ступенів, «За мужність» ІІІ ступеня (1999), медаллю «Захиснику Вітчизни» (1999), Золотою медаллю АМУ «за видатні досягнення в музичному мистецтві» (2008).